# آلفونسوی آستوریاس
آلفونسوی آستوریاس (انگلیسی: Alfonso, Prince of Asturias) از دودمان بوربون و بزرگترین پسر آلفونسوی سیزدهم، پادشاه اسپانیا بود. وی وارث سلطنت بود.
او به خاطر بیماری هموفیلی و در اثر خونریزی داخلی مرد.